# كيني براون
كيني براون (بالإنجليزية: Kenny Brown)‏ (11 يوليو 1967 في المملكة المتحدة - ) هو مدرب كرة قدم ولاعب كرة قدم بريطاني في مركز الدفاع. لعب مع برمنغهام سيتي وبورتاداون وكريستال بالاس ونادي باري تاون يونايتد ونادي بليموث أرجايل ونادي ريدنغ ونادي ساوثيند يونايتد ونادي غيلينغهام ونادي ميلوول ونورويتش سيتي وهدرسفيلد تاون ووست هام يونايتد ونادي كينغستونيان ونادي توريفايخا ‏ وTilbury F.C. ‏.

## وصلات خارجية
- كيني براون على موقع قاعدة بيانات كرة القدم.إي يو (الإنجليزية)
- كيني براون على موقع Soccerbase.com (لاعب) (الإنجليزية)
- كيني براون على موقع عالم كرة القدم.نت (الإنجليزية)